# Kinosternon sonoriense
Kinosternon sonoriense је гмизавац из реда корњача и фамилије Kinosternidae.

## Угроженост
Ова врста се сматра рањивом у погледу угрожености врсте од изумирања.

## Распрострањење
Врста је присутна у Мексику и Сједињеним Америчким Државама.

## Станиште
Станиште врсте су слатководна подручја.